# 德国人民正义党
民权与通货紧缩帝国党（德語：Reichspartei für Volksrecht und Aufwertung），又称人民正义党（德語：Volksrechtpartei），是活跃于德国魏玛共和国的政党。
该党在1928年的选举中赢得了两个席位，而该党在前一届国会中也有三名独立议员（自德国国家人民党等出走）。该党在1930年的选举中因支持者流失到纳粹党失去了在议会的代表。